# Pariah's Child
Pariah's Child es el octavo álbum de estudio de la banda de metal sinfónico Sonata Arctica. Fue lanzado el 28 de marzo de 2014 bajo el sello musical siempre poderoso Nuclear Blast, mientras que en el Reino Unido fue lanzado el 31 de marzo. Es el primer álbum de estudio con Pasi Kauppinen en el bajo tras la salida de Marko Paasikoski. Fue grabado entre los años 2013 y 2014 en Studio57, Kakkoslaatu Studio, The Lanceland Room, Magic Studio y Secret Location Studio, y su productor fue el recientemente ingresado Pasi Kauppinen. Su duración total es de 53 minutos 6 segundos, y consta de 10 canciones. Es el sucesor de Stones Grow Her Name, lanzado dos años antes que este disco.

## Lista de canciones
Todas las canciones son escritas por Tony Kakko
| N.º   | Título                             | Letras     | Duración |  |
| 1.    | «The Wolves Die Young»             | Tony Kakko | 4:13     |  |
| 2.    | «Running Lights»                   | Tony Kakko | 4:26     |  |
| 3.    | «Take One Breath»                  | Tony Kakko | 4:19     |  |
| 4.    | «Cloud Factory»                    | Tony Kakko | 4:17     |  |
| 5.    | «Blood»                            | Tony Kakko | 5:54     |  |
| 6.    | «What Did You Do In The War, Dad?» | Tony Kakko | 5:13     |  |
| 7.    | «Half A Marathon Man»              | Tony Kakko | 5:43     |  |
| 8.    | «X Marks The Spot»                 | Tony Kakko | 5:20     |  |
| 9.    | «Love»                             | Tony Kakko | 3:50     |  |
| 10.   | «Larger Than Life»                 | Tony Kakko | 9:57     |  |
| 53:06 |                                    |            |          |  |

## Formación del disco
- Tony Kakko - Voz
- Elias Viljanen - Guitarra
- Pasi Kauppinen - Bajo
- Henrik Klingenberg - Teclados
- Tommy Portimo - Batería

- Datos: Q15624056